# مونتيكالفو فيرسيغيا (بافيا)
مونتيكالفو فيرسيغيا (بالإيطالية: Montecalvo Versiggia)‏ هي بلدة تقع في مقاطعة بافيا بإقليم لومبارديا في شمال إيطاليا. تبلغ مساحة هذه المدينة 11.2 (كم²)، وترتفع عن سطح البحر م، بلغ عدد سكانها 574 نسمة في عام 2004 حسب إحصاء المعهد الوطني للإحصاء.

## السكان
في سنة 1861 بلغ عدد السكان 1٬047 نسمة، وتطور العدد ليصل في سنة 2011 لـ 561 نسمة.
يظهر هذا المخطط البياني تطور النمو السكاني لـ مونتيكالفو فيرسيغيا (بافيا)

## وصلات خارجية
- الموقع الرسمي